# Elda poolsaar
Elda poolsaar är en halvö på Ösel i Estland. Den ligger i Ösels kommun i landskapet Saaremaa (Ösel), i den västra delen av landet, 210 km sydväst om huvudstaden Tallinn. 
Halvöns nordvästra spets benämns Meelaiu nukk och dess sydvästra benämns Soegi nina, vilken utgör Ösels västligaste punkt. Halvön begränsas i nordöst av viken Atla laht. Utanför halvön, ute i Östersjön nordväst om Elda poolsaar ligger en liten ögrupp som omfattar Loonalaid, Salavamaa och Nootamaa. Halvön ligger vid byn Atla, 13 km sydväst om småköpingen (estniska: alevik) Kihelkonna och 38 km väst om residensstaden Kuressaare. 